# 凡爾賽停戰協定
1871年1月28日生效的《凡爾賽停戰協定》总体上結束了普法戰爭。簽署人是法國臨時國防政府的外交部長朱尔·法夫爾和普魯士及其盟友新成立的德意志帝國總理奧托·馮·俾斯麥。敵對行動的暫停最初持續到2月19日，後來延長到2月26日，當時也在凡爾賽簽署了初步和平條約。最終的停战协议法蘭克福條約於5月10日簽署。儘管從技術上講是停戰協議，但當時法國的軍事地位和條款是這樣的，實際上是被征服者有條件地向勝利者投降。

## 延伸阅读
- Davall, E. . Bern. 1873.
- Kyte, George Wallace.  (学位论文). University of California. 1941.
- Winnacker, Rudolph A. . Papers of the Michigan Academy of Sciences, Arts, and Letters. 1937, 22: 477–83.